# The Sims 2 Stuff packs
Stuff packs — незначні мінорні доповнення для відеогри 2004 року жанру симулятору життя «The Sims 2», які додають до базової гри новий одяг та об'єкти без функціональностей.

## Мінорні доповнення

### Holiday Party Pack
«The Sims 2: Holiday Party Pack» (у Британії та Ірландії «The Sims 2: Christmas Party Pack»; у Австралії «The Sims 2: Holiday Party Pack») — пілотне мінорне доповнення (англ. stuff packs) до гри «The Sims 2». У Північній Америці вийшло 17 листопада 2005. Містить 45 об'єктів різдвяної теми.

### Family Fun Stuff
«The Sims 2: Family Fun Stuff» — перше офіційне мінорне доповнення до гри «The Sims 2». У Північній Америці вийшло 13 квітня 2006. Містить речі для дитячої спальні, включаючи на середньовічну та підводну тематики, та новий одяг для всіх вікових категорій. Також додає декілька нових будинків і пісню гурту Barenaked Ladies. В загалом включає 42 нових об'єктів.

### Glamour Life Stuff
«The Sims 2: Glamour Life Stuff» — друге офіційне мінорне доповнення до гри «The Sims 2», анонсоване 13 липня 2006. У Північній Америці вийшло 31 серпня 2006. Додає об'єкти для "гламурні" життя : меблі, одяг, текстури на стіни та підлогу, два будинки. В загалом включає 33 нових об'єктів.

### Happy Holiday Stuff
«The Sims 2: Happy Holiday Stuff» (в Європі «The Sims 2: Festive Holiday Stuff») — третє офіційне мінорне доповнення до гри «The Sims 2». У Північній Америці вийшло 7 листопада 2006. Має об'єкти попереднього різдвяного мінорного доповнення, «Holiday Party Pack», плюс 20 нових.

### Celebration! Stuff
«The Sims 2: Celebration! Stuff» — четверте офіційне мінорне доповнення до гри «The Sims 2». У Північній Америці вийшло 3 квітня 2007. Включає об'єкти для святкування фієст та весіль, декілька нових будинків. Всього вміщує 54 нових об'єктів. Доповнення входить в «The Sims 2: Double Deluxe».

### H&M Fashion Stuff
«The Sims 2: H&M Fashion Stuff» — п'яте офіційне мінорне доповнення до гри «The Sims 2». У Північній Америці вийшло 5 червня 2007. Перше доповнення, в які входять предмети із реальних брендів. Включає 60 нових об'єктів марки H&M та 3 нових будинки. Гравці тепер можуть створювати в грі свої власні магазини марки H&M.

### Teen Style Stuff
«The Sims 2: Teen Style Stuff» — шосте офіційне мінорне доповнення до гри «The Sims 2». У Північній Америці вийшло 5 листопада 2007, в Австралії —— 6 листопада 2007. Додає три стилі для підлітків: готи, трашери та світські левиці. Також має 2 нових будинки і пісні гуртів Plain White T's, Flyleaf та інших. Всього додає 60 нових об'єктів. 

### Kitchen & Bath Interior Design Stuff
«The Sims 2: Kitchen & Bath Interior Design Stuff» — сьоме офіційне мінорне доповнення до гри «The Sims 2». У Північній Америці вийшло 15 квітня 2008, в Європі — 18 квітня 2008. Додає сантехніку (душові кабінки, ванни, унітази, раковини)  та меблі для ванної кімнати від торгової марки IKEA. Також містить нові пісні для радіостанції Латина та Сальса. Загалом додає 103 нових об'єкти.

### IKEA Home Stuff
«The Sims 2: IKEA Home Stuff» — восьме офіційне мінорне доповнення до гри «The Sims 2». У Північній Америці вийшло 24 червня 2008, в Австралії — 25 червня, в Європі — 26 червня. Додає нові меблі та декорацію від шведської мережі меблів IKEA, переважно для віталень, спалень та домашніх кабінетів. Є другим доповненням після «The Sims 2: H&M Fashion Stuff», яке додає до гри об'єкти з реальних брендів. В Швеції протягом двох тижнів було найбільш популярною грою по продажам у магазинах. Всього додає 76 нових об'єкти.

### Mansion & Garden Stuff
«The Sims 2: Mansion & Garden Stuff» — дев'яте та останнє офіційне мінорне доповнення до гри «The Sims 2». У Північній Америці вийшло 17 листопада 2008, в Європі та Австралії — 21 листопада. Додає декорування для подвір'я, саду, городу, декілька нових типів дахів. Має три види декоративного стилю: морокко, ар деко, другої імперії. Включає 3 нових будинки, два громадських лоти, нову музику для радіостанції Реп. Всього додає 99 нових об'єкти.